# Nieznośny ciężar wielkiego talentu
Nieznośny ciężar wielkiego talentu (ang. The Unbearable Weight of Massive Talent) – amerykańska komedia kryminalna z 2022 roku w reżyserii Toma Gormicana. W rolach głównych wystąpili Nicolas Cage i Pedro Pascal. 
Zdjęcia kręcono w Chorwacji (Dubrownik, Cavtat) oraz w Kalifornii (Los Angeles, Pasadena). Film miał swoją premierę 12 marca 2022 roku na festiwalu South by Southwest w Austin. Na ekrany zarówno amerykańskich, jak i polskich kin wszedł 22 kwietnia 2022 roku.

## Fabuła
Światowej sławy aktor Nicolas Cage zmaga się z problemami finansowymi. Po rozmowie ze swoim menadżerem przyjmuje niecodzienne zlecenie. Na zaproszenie bogatego wielbiciela, Javiego Gutierreza, udaje się w podróż do jego luksusowej posiadłości. Na miejscu zostaje wplątany w intrygę kryminalną.

## Obsada
- Nicolas Cage jako Nicolas Cage
- Pedro Pascal jako Javi Gutierrez
- Tiffany Haddish jako Vivian
- Sharon Horgan jako Olivia
- Paco León jako Lucas Gutierrez
- Neil Patrick Harris jako Richard Fink
- Lily Mo Sheen jako Addy Cage
- Alessandra Mastronardi jako Gabriela[4]